# Орлов, Руслан Сергеевич

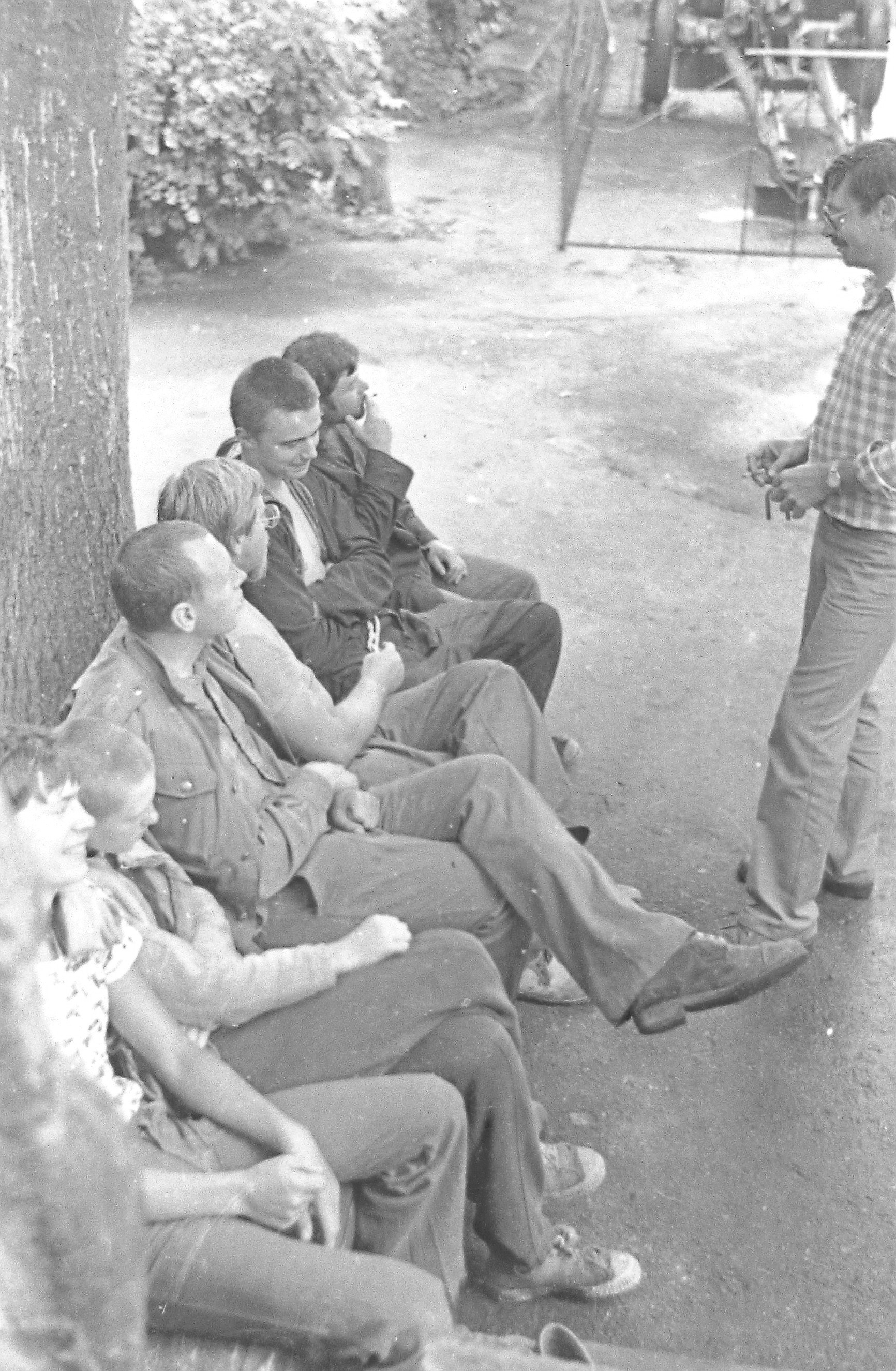
Отдых землекопов в археологической экспедиции

Орлов Руслан Сергеевич (30 сентября 1949, Кривой Рог, Днепропетровская область — 2013, Киев) — советский и украинский археолог.

## Биография
Родился 30 сентября 1949 года в городе Кривой Рог Днепропетровской области в семье геолога Сергея Петровича Орлова и физика-математика Людмилы Андреевны Евченко.
В 1974 году окончил Киевский художественный институт, по специальности искусствовед, археолог.
С 1966 года работал в экспедициях Института археологии АН УССР, в 1970—1977 годах — и в штате института, с 1977 года — научный сотрудник института.
Защитил диссертацию «Художественная культура Киевской Руси Х—XI веков».
Умер в 2013 году в Киеве.

## Научная деятельность
Автор около 200 научных работ по раннеславянской и средневековой археологии, прикладному искусству и архитектуре Киевской Руси.
По результатам исследований в Вышгороде совместно с Ростиславом Терпиловским подготовил сборник научных трудов к 1050-летию упоминания о Вышгороде в летописи и научная монография.
В 1968 году открыл археологический памятник в селе Козаровичи.
В 1986 году был соавтором 3-го тома издания «Археология Украинской ССР».
Автор герба Вышгорода.
Возглавлял археологические экспедиции:
- по изучению средневековой Белой Церкви — древнерусского Юрьева (1978—1983);
- в Новгород-Северский (1979);
- в древнерусский Василев (1984, 1994—1997);
- возглавлял Киевскую областную экспедицию по своду памятников истории и культуры (1985—1989, совместно с Евгением Максимовым);
- в Вышгород (1990—1996);
- в Межирич (1992).

Исследовал:
- античные и византийские памятники Керченского полуострова (1969—1973);
- античную Тиру — средневековый Белгород-Днестровский (1973);
- курганы с достопримечательностями эпохи меди и бронзы и скифской эпохи (Раннежелезные эпохи) (1971—1977);
- городища и могильники славянской роменской культуры (1977—1978);
- стоянку неандертальца мустьерской эпохи Ак-Кая в Крыму (1974);
- монументы зарубинецкой культуры под Каневом (1970, 1972, 1974).

### Научные труды
- Разведки раннеславянских памятников вблизи Киева, 1972.
- Древнерусская вышивка XII века, 1973.
- Изображение зверей на византийских пряжках X ст. (из коллекции Государственного исторического музея УССР в Киеве), 1973.
- Погребение кочевника возле с. Подолье в Киевской области, 1977.
- Могильщики VI—IV ст. до н. е. на Керченском полуострове, 1978.
- Новая достопримечательность средневекового художественного ремесла кочевников, 1978.
- Археология УССР, том 3, 1986 год; Статьи: Погребения кочевников и клады эпохи раннего средневековья, Юрьев, Ювелирное ремесло, Деревообрабатывающее, косторезное и другие ремесла, Стеклоделие.
- Дегтяр Татьяна, Орлов Руслан. Вышгород. Прошлое и настоящее. — Киев: Рада. 2005. — 295 с.